# Anomala butleri
Anomala butleri är en skalbaggsart som beskrevs av Henry Fuller Howden 1955. Anomala butleri ingår i släktet Anomala och familjen Rutelidae. Inga underarter finns listade i Catalogue of Life.